# Унітаріанство
Унітаріанство — теологічний рух у християнстві, який обстоює думку про те, що Бог — єдина особа, а тому протистоїть тринітаріанству, тобто вірі в Трійцю. Прибічники унітаріанства вважають, що Ісус Христос є сином Божим, але не самим Богом.
До унітаріанської церкви належало социніанство, що зародилося в XVI столітті в Речі Посполитій та Трансильванії. Пізніше протестантські церкви з унітаріанськими переконаннями виникли в Англії та США. Здебільшого унітаріанські церкви відкидають і інші християнські догмати.  